# Bitwa pod Walmojzą
Bitwa pod Walmojzą – miała miejsce 17 stycznia 1626 roku podczas wojny polsko-szwedzkiej 1621-1626 w miejscowości zwanej Walmojza (Wallhof) na terenie obecnej Łotwy. 
Wobec nieporozumień między litewskimi hetmanami armia litewska była podzielona. Król Szwecji Gustaw Adolf postanowił to wykorzystać i uderzyć na większe z litewskich ugrupowań, czyli stojące pod Walmojzą (połowa drogi między Kokenhausen a Bauska) siły hetmana wielkiego litewskiego Lwa Sapiehy. Dowodził nimi syn hetmana Jan Stanisław Sapieha marszałek wielki litewski. Gustaw Adolf 13 stycznia 1626 roku ruszył z Berzony i idąc przez Kokenhausen dotarł w okolice Walmojzy. Już w nocy z 16 stycznia na 17 stycznia awangarda armii szwedzkiej zbliżyła się do litewskiego obozu i widząc panujące w nim zamieszanie natychmiast zaatakowała. Wojska litewskie zdążyły jednak uporządkować swe szyki i rozwinąć się na okolicznych wydmach frontem długości 1 kilometra. Przybyła pod Walmojzę armia Gustawa Adolfa liczyła 4900 żołnierzy, w tym 2100 jazdy i 6 dział. Litwini mieli 2000 żołnierzy, głównie jazdy i 3 działa. Znajdujący się zbyt daleko hetman polny nie miał szans, by zdążyć z pomocą.
Wódz szwedzki w pierwszym rzucie umieścił niemal całą piechotę i znaczną część jazdy. Reszta jazdy szwedzkiej stanęła w drugim rzucie. Na skraj obu swych skrzydeł Gustaw Adolf wysłał po 200 muszkieterów, by ci obeszli lasem pozycje wojsk litewskich. Sapieha spodziewał się ataku frontalnego. Ponadto Litwini ostrzeliwani ogniem piechoty i artylerii szwedzkiej nie zauważyli obchodzących ich skrzydła muszkieterów, którzy wyszli na ich tyły i rozpoczęli niespodziewany ogień ze skrzydeł, który wywołał popłoch wśród litewskich żołnierzy. W tej sytuacji Sapieha nakazał odwrót na Walmojzę, zatrzymując swych żołnierzy kilometr przed miasteczkiem. Tu Litwini ponownie uszykowali się do bitwy. Szwedom udało się powtórzyć manewr oskrzydlający z muszkieterami w roli głównej. Atak muszkieterów ze skrzydeł połączony z frontalnym natarciem wywołał panikę w wojskach litewskich. Uciekła cała jazda zostawiając w obozie działa i osamotnioną piechotę, która była bardzo nieliczna i nie miała żadnych szans w walce.
Swoje pierwsze w dziejach zwycięstwo z armią Rzeczypospolitej Szwedzi zawdzięczali długoletnim reformom wojskowym (organizacja piechoty wzorowanej na najlepszej w owych czasach piechocie holenderskiej oraz zmiana taktyki jazdy, która zarzuciła karakol i tak jak polska i litewska jazda stosowała szarżę) a także geniuszowi wojennemu swego króla Gustawa Adolfa, który wielką sławę zdobyć miał dopiero podczas wojny trzydziestoletniej. W bitwie pokonani Litwini stracili 500-1000 żołnierzy, a ich wódz zapadł na chorobę psychiczną.

Bitwa pod Walmojzą.

## Literatura
- Leszek Podhorodecki, "Rapier i koncerz", Warszawa 1985, ISBN 83-05-11452-X, str. 142-144